# Garry Gross
Garry Gross (Nueva York, 6 de noviembre de 1937-Nueva York, 30 de noviembre de 2010) fue un fotógrafo de modas estadounidense, especializado en retratos de perros.

## Trayectoria
Se inició en la fotografía comercial como discípulo de Francesco Scavullo y James Moore, y estudió con maestros de la talla de Lisette Model y Richard Avedon. Sus fotografías de modelos aparecieron en numerosas publicaciones de modas y fueron tapa de GQ, Cosmopolitan y New York. Algunas de las celebridades que Gross fotografió incluyen a Calvin Klein, Gloria Steinem, Whitney Houston y Lou Reed. 
Gross estudió en el Centro de Comportamiento Animal (Animal Behavior Center) de Nueva York y se certificó como entrenador de perros en 2002, utilizando ese entrenamiento para trabajar con perros en la creación de retratos artísticos. Su último proyecto fue una serie de retratos a gran escala de perros maduros. 
En 1975 se vio envuelto en una controversia por una serie de fotografías de desnudos tomadas a Brooke Shields con el consentimiento de su madre Teri Shields, cuando la actriz tenía diez años de edad. Las fotografías aparecieron en Sugar 'n' Spice, publicación perteneciente a Playboy. En 1981 Shields intentó judicialmente evitar posteriores usos de esas imágenes, sin lograr éxito.
Falleció de un infarto en su hogar de Greenwich Village, en Nueva York, el 30 de noviembre de 2010.